# Sankt-Marien-Kirche (Helsingborg)

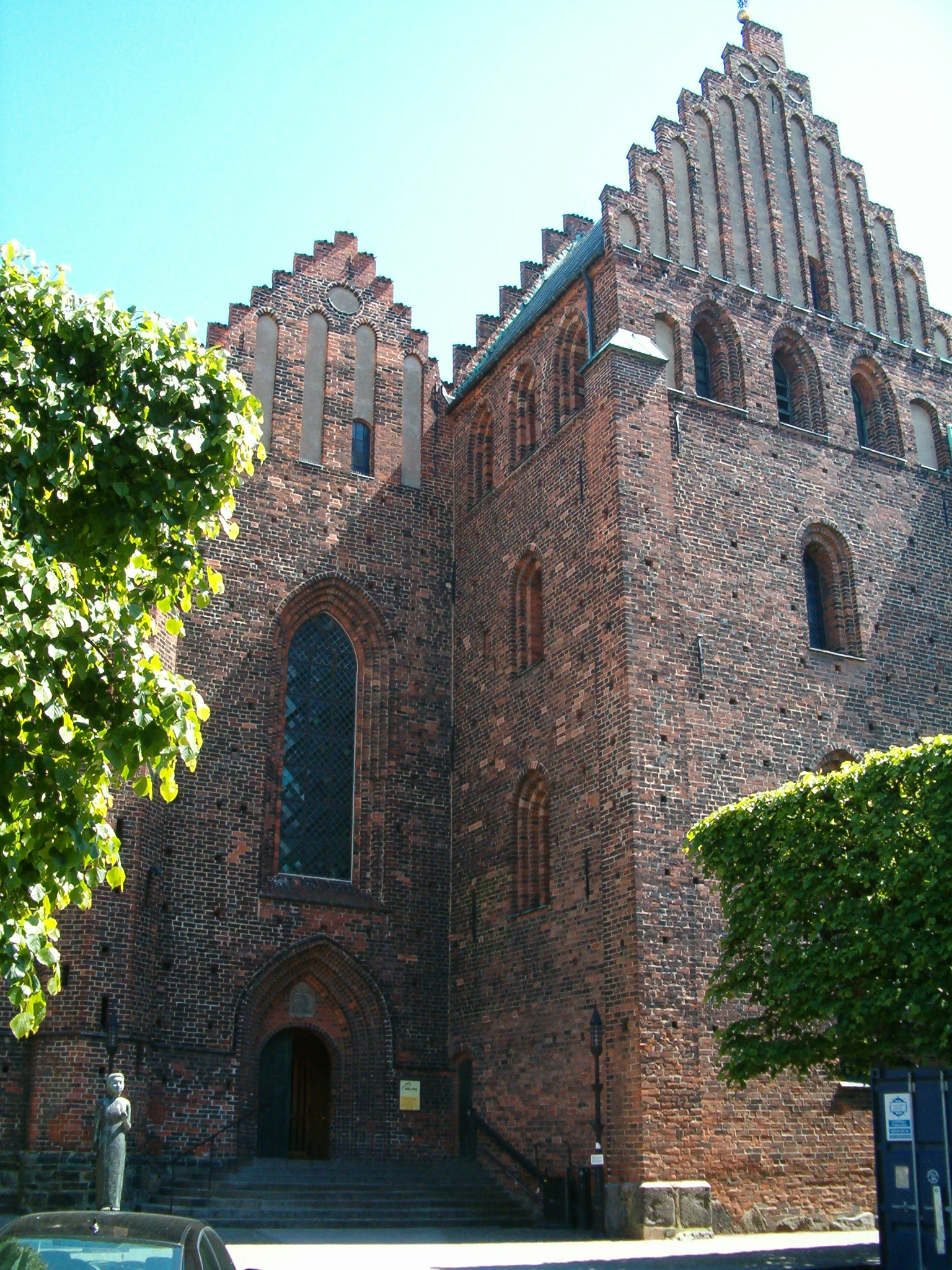
Außenansicht des Eingangsbereichs

Die St.-Marien-Kirche (schwedisch Sankta Maria kyrka) ist eine Kirche im Zentrum der schwedischen Stadt Helsingborg.

## Kirchengebäude
Die Marienkirche ist die älteste Kirche Helsingborgs. Die erste Kirche an dieser Stelle wurde im 12. Jahrhundert im romanischen Stil erbaut. Im 15. Jahrhundert wurde sie durch eine dreischiffige Ziegelkirche im gotischen Stil ersetzt. Beim Bau der neuen Kirche wurden Sandsteinblöcke des älteren Bauwerks im Chorumgang und im Westteil des Gebäudes verbaut. Die St.-Marienkirche ist eine sogenannte Pseudobasilika, da sie ein erhöhtes Mittelschiff hat, das aber nicht so hoch ist, dass es Platz für die Obergaden bietet. Der Treppengiebelturm wurde im 16. Jahrhundert angebaut. Im 19. Jahrhundert wurde das bisherige Bleidach durch ein Dach aus Kupfer ersetzt. 1843 wurden das Waffenhaus und die Sakristei an der Nordfassade der Kirche abgerissen, als man die Kirche nach Plänen von Carl Georg Brunius restaurierte. Die Sakristei wurde 1953 mit der alten Sakristei als Vorbild wiedererrichtet.
Im 13. Jahrhundert war die St.-Marien-Kirche eine der größten Kirchen Dänemarks.
Heute ist sie denkmalgeschützt.

## Inventar

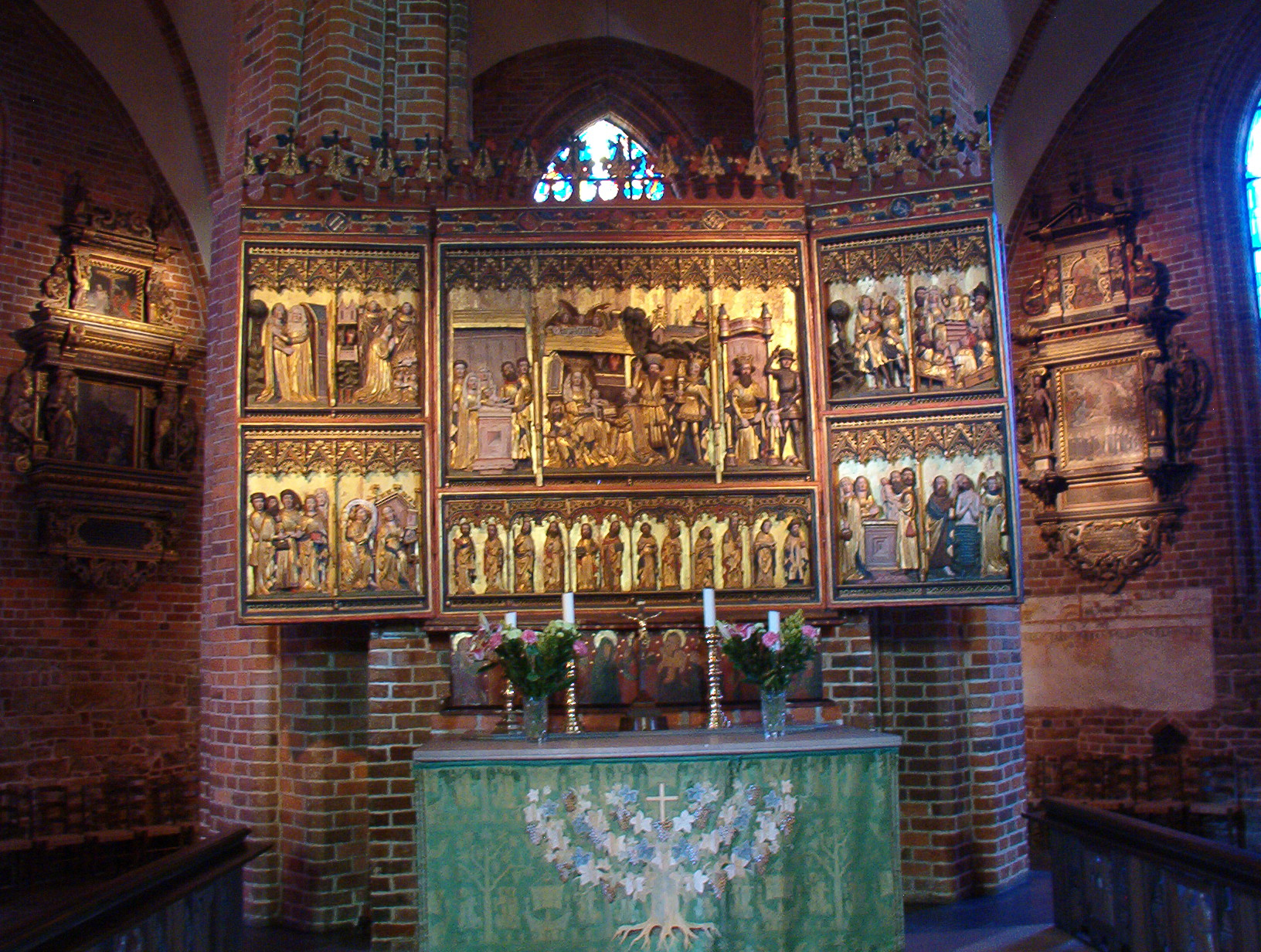
Altar

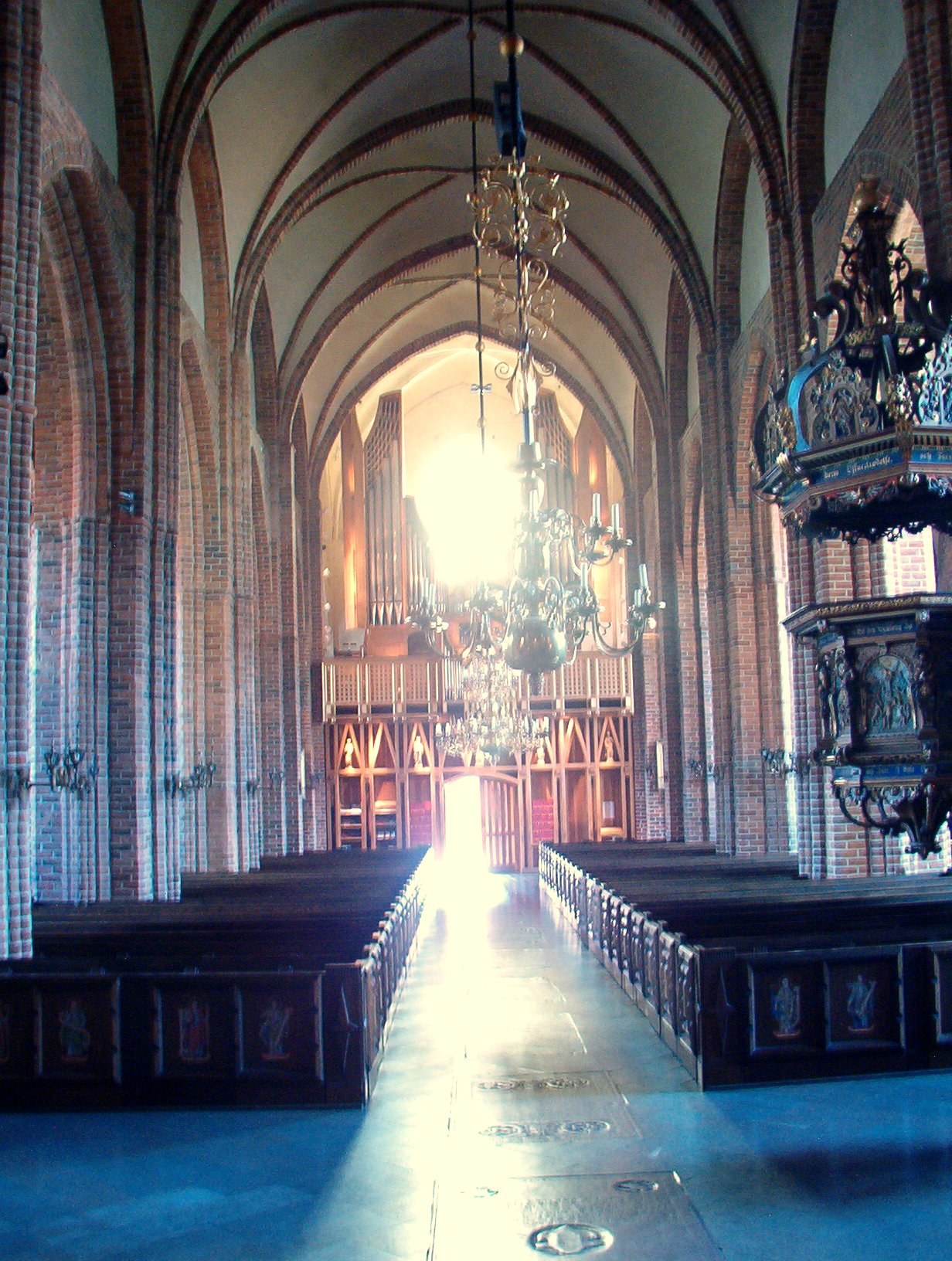
Mittelschiff mit Kanzel und Orgel

Das Taufbecken aus dem 14. Jahrhundert ist aus grauem gotländischen Kalkstein gefertigt. Die Messingschale stammt aus dem 17. Jahrhundert.
Der Flügelaltar aus dem 15. Jahrhundert zeigt Szenen aus dem Leben Jesu und Marias. In der Adventszeit wird das Motiv ausgewechselt und zeigt Szenen aus Jesu Leben von seinem Einzug in Jerusalem bis zu seiner Himmelfahrt. Am Karfreitag ist der Schrank geschlossen und zeigt Bilder der Apostel und von Heiligen.
Die Kanzel aus dem frühen 17. Jahrhundert im Renaissancestil wurde von Statius Otto aus Lüneburg geschaffen. Auf der Außenwand werden Szenen aus Bibel dargestellt. Die Tür der Treppe zur Kanzel ist reich mit Skulpturen verziert.
Die Glasmalereien in der Kirche wurden im 20. Jahrhundert von Erik Olsson, Einar Forseth, Ralph Bergholtz und Martin Emond ausgeführt.
Die Chororgel mit 15 Stimmen und Manual stammt aus der Orgelbauerwerkstatt von Robert Gustavsson aus Härnösand und wurde nach Plänen von Mads Kjergaard aus Bjärby angefertigt.
Die alte Orgel, auf der einst Dietrich Buxtehude spielte, als er Organist in Helsingborg war, wurde 1849 auf einer Auktion in Torrlösa für 600 Reichstaler verkauft und steht seitdem in der Kirche von Torrlösa. Es wurden vergebliche  Versuche unternommen, die Orgel zurückzukaufen.